# Danh sách cầu thủ tham dự Giải vô địch bóng đá nữ châu Âu 2009
Dưới đây là danh sách cầu thủ tham dự Giải vô địch bóng đá nữ châu Âu 2009.

## Bảng A

### Đan Mạch
Huấn luyện viên:  Kenneth Heiner-Møller

| Số | VT | Cầu thủ                       | Ngày sinh (tuổi)            | Trận | Bàn | Câu lạc bộ       |
| -- | -- | ----------------------------- | --------------------------- | ---- | --- | ---------------- |
| 1  | TM | Heidi Johansen                | 9 tháng 6, 1983 (26 tuổi)   |      |     | Fortuna Hjørring |
| 2  | HV | Mia Brogaard                  | 15 tháng 10, 1981 (27 tuổi) |      |     | Brøndby IF       |
| 3  | HV | Katrine Pedersen (c)          | 13 tháng 4, 1977 (32 tuổi)  |      |     | Stabæk IF        |
| 4  | HV | Mette Jensen                  | 28 tháng 5, 1987 (22 tuổi)  |      |     | Fortuna Hjørring |
| 5  | HV | Line Røddik Hansen            | 31 tháng 1, 1988 (21 tuổi)  |      |     | Brøndby IF       |
| 6  | TV | Marie Bjerg                   | 16 tháng 7, 1988 (21 tuổi)  |      |     | IK Skovbakken    |
| 7  | TV | Cathrine Paaske-Sørensen      | 14 tháng 6, 1978 (31 tuổi)  |      |     | Linköpings FC    |
| 8  | TV | Julie Rydahl Bukh             | 9 tháng 1, 1982 (27 tuổi)   |      |     | Linköpings FC    |
| 9  | TĐ | Maiken Pape                   | 20 tháng 2, 1978 (31 tuổi)  |      |     | Stabæk IF        |
| 10 | TV | Camilla Sand Andersen         | 14 tháng 2, 1986 (23 tuổi)  |      |     | Fortuna Hjørring |
| 11 | TĐ | Nadia Nadim                   | 2 tháng 1, 1988 (21 tuổi)   |      |     | IK Skovbakken    |
| 12 | HV | Janne Madsen                  | 12 tháng 3, 1978 (31 tuổi)  |      |     | Fortuna Hjørring |
| 13 | TĐ | Johanna Rasmussen             | 2 tháng 7, 1983 (26 tuổi)   |      |     | Umeå IK          |
| 14 | TĐ | Lene Jensen                   | 17 tháng 3, 1976 (33 tuổi)  |      |     | Brøndby IF       |
| 15 | TV | Sanne Troelsgaard Nielsen     | 15 tháng 8, 1988 (21 tuổi)  |      |     | Brøndby IF       |
| 16 | TM | Tine Cederkvist               | 21 tháng 3, 1979 (30 tuổi)  |      |     | LdB FC Malmö     |
| 17 | TĐ | Tina Rasmussen                | 14 tháng 4, 1980 (29 tuổi)  |      |     | IK Skovbakken    |
| 18 | TV | Nanna Christiansen            | 17 tháng 6, 1989 (20 tuổi)  |      |     | Brøndby IF       |
| 19 | TV | Ditte Larsen                  | 24 tháng 4, 1983 (26 tuổi)  |      |     | Brøndby IF       |
| 20 | TV | Katrine Veje                  | 19 tháng 6, 1991 (18 tuổi)  |      |     | Odense BK        |
| 21 | TM | Mia-Maria Kjærsgaard-Andersen | 19 tháng 1, 1989 (20 tuổi)  |      |     | IK Skovbakken    |
| 22 | HV | Marianne Pedersen             | 28 tháng 2, 1985 (24 tuổi)  |      |     | IK Skovbakken    |

### Hà Lan
Huấn luyện viên:  Vera Pauw

| Số | VT | Cầu thủ                      | Ngày sinh (tuổi)            | Trận | Bàn | Câu lạc bộ        |
| -- | -- | ---------------------------- | --------------------------- | ---- | --- | ----------------- |
| 1  | TM | Loes Geurts                  | 12 tháng 1, 1986 (23 tuổi)  |      |     | AZ Alkmaar        |
| 2  | HV | Dyanne Bito                  | 10 tháng 8, 1981 (28 tuổi)  |      |     | AZ Alkmaar        |
| 3  | HV | Daphne Koster (c)            | 13 tháng 3, 1981 (28 tuổi)  |      |     | AZ Alkmaar        |
| 4  | HV | Manoe Meulen                 | 11 tháng 9, 1978 (30 tuổi)  |      |     | Willem II         |
| 5  | HV | Petra Hogewoning             | 26 tháng 3, 1986 (23 tuổi)  |      |     | FC Utrecht        |
| 6  | TV | Anouk Hoogendijk             | 6 tháng 5, 1985 (24 tuổi)   |      |     | FC Utrecht        |
| 7  | TV | Annemieke Kiesel-Griffioen   | 30 tháng 11, 1979 (29 tuổi) |      |     | FCR 2001 Duisburg |
| 8  | TV | Kirsten van de Ven           | 11 tháng 5, 1985 (24 tuổi)  |      |     | Willem II         |
| 9  | TĐ | Manon Melis                  | 31 tháng 8, 1986 (22 tuổi)  |      |     | LdB FC Malmö      |
| 10 | TĐ | Karin Stevens                | 11 tháng 6, 1989 (20 tuổi)  |      |     | Willem II         |
| 11 | TV | Sylvia Smit                  | 4 tháng 7, 1986 (23 tuổi)   |      |     | SC Heerenveen     |
| 12 | HV | Marije Brummel               | 19 tháng 3, 1985 (24 tuổi)  |      |     | SC Heerenveen     |
| 13 | TM | Angela Christ                | 6 tháng 3, 1989 (20 tuổi)   |      |     | FC Utrecht        |
| 14 | HV | Marloes de Boer              | 30 tháng 1, 1982 (27 tuổi)  |      |     | FC Twente         |
| 15 | TĐ | Claudia van den Heiligenberg | 25 tháng 3, 1985 (24 tuổi)  |      |     | AZ Alkmaar        |
| 16 | TM | Petra Dugardein              | 14 tháng 4, 1977 (32 tuổi)  |      |     | Willem II         |
| 17 | TV | Sherida Spitse               | 29 tháng 5, 1990 (19 tuổi)  |      |     | SC Heerenveen     |
| 18 | TV | Lianne de Vries              | 28 tháng 6, 1990 (19 tuổi)  |      |     | FC Utrecht        |
| 19 | TV | Marlous Pieëte               | 19 tháng 7, 1989 (20 tuổi)  |      |     | FC Twente         |
| 20 | HV | Jeanine van Dalen            | 18 tháng 6, 1986 (23 tuổi)  |      |     | ADO Den Haag      |
| 21 | TĐ | Chantal de Ridder            | 19 tháng 1, 1989 (20 tuổi)  |      |     | AZ Alkmaar        |
| 22 | TĐ | Shanice van de Sanden        | 2 tháng 10, 1992 (16 tuổi)  |      |     | FC Utrecht        |

### Phần Lan
Huấn luyện viên:  Michael Käld

| Số | VT | Cầu thủ                 | Ngày sinh (tuổi)            | Trận | Bàn | Câu lạc bộ         |
| -- | -- | ----------------------- | --------------------------- | ---- | --- | ------------------ |
| 1  | TM | Minna Meriluoto         | 4 tháng 10, 1985 (23 tuổi)  |      |     | Hammarby IF DFF    |
| 2  | HV | Petra Vaelma            | 11 tháng 5, 1982 (27 tuổi)  |      |     | Klepp IL           |
| 3  | TV | Jessica Julin           | 6 tháng 12, 1978 (30 tuổi)  |      |     | Stattena IF        |
| 4  | HV | Sanna Valkonen (c)      | 12 tháng 12, 1977 (31 tuổi) |      |     | KIF Örebro DFF     |
| 5  | HV | Miia Niemi              | 9 tháng 7, 1983 (26 tuổi)   |      |     | Amazon Grimstad    |
| 6  | HV | Tiina Salmén            | 3 tháng 8, 1984 (25 tuổi)   |      |     | Amazon Grimstad    |
| 7  | TV | Anne Mäkinen            | 1 tháng 2, 1976 (33 tuổi)   |      |     | AIK Fotboll Dam    |
| 8  | TV | Katri Nokso-Koivisto    | 22 tháng 11, 1982 (26 tuổi) |      |     | VfL Wolfsburg      |
| 9  | TĐ | Laura Österberg Kalmari | 27 tháng 5, 1979 (30 tuổi)  |      |     | AIK Fotboll Dam    |
| 10 | TV | Anna-Kaisa Rantanen     | 10 tháng 2, 1978 (31 tuổi)  |      |     | Linköpings FC      |
| 11 | TV | Susanna Lehtinen        | 8 tháng 5, 1983 (26 tuổi)   |      |     | KIF Örebro DFF     |
| 12 | TM | Petra Häkkinen          | 31 tháng 1, 1979 (30 tuổi)  |      |     | HJK Helsinki       |
| 13 | HV | Tuija Hyyrynen          | 10 tháng 3, 1988 (21 tuổi)  |      |     | HJK Helsinki       |
| 14 | TM | Tinja-Riikka Korpela    | 5 tháng 5, 1986 (23 tuổi)   |      |     | FC Honka           |
| 15 | TV | Sanna Malaska           | 6 tháng 4, 1983 (26 tuổi)   |      |     | Amazon Grimstad    |
| 16 | TV | Anna Westerlund         | 9 tháng 4, 1989 (20 tuổi)   |      |     | FC Honka           |
| 17 | HV | Maiju Hirvonen          | 25 tháng 12, 1990 (18 tuổi) |      |     | NiceFutis          |
| 18 | TĐ | Linda Sällström         | 13 tháng 7, 1988 (21 tuổi)  |      |     | Djurgårdens IF Dam |
| 19 | TV | Essi Sainio             | 9 tháng 9, 1986 (22 tuổi)   |      |     | AIK Fotboll Dam    |
| 20 | TĐ | Annica Sjölund          | 31 tháng 3, 1985 (24 tuổi)  |      |     | Djurgårdens IF Dam |
| 21 | TĐ | Sanna Talonen           | 15 tháng 6, 1984 (25 tuổi)  |      |     | KIF Örebro DFF     |
| 22 | HV | Maija Saari             | 26 tháng 3, 1986 (23 tuổi)  |      |     | Umeå IK            |

### Ukraina
Huấn luyện viên:  Anatoliy Kutsev

| Số | VT | Cầu thủ              | Ngày sinh (tuổi)            | Trận | Bàn | Câu lạc bộ                 |
| -- | -- | -------------------- | --------------------------- | ---- | --- | -------------------------- |
| 1  | TM | Iryna Zvarych        | 8 tháng 5, 1983 (26 tuổi)   |      |     | FK Rossiyanka              |
| 2  | HV | Olena Mazurenko (c)  | 24 tháng 10, 1969 (39 tuổi) |      |     | FC Nuremberg               |
| 3  | TV | Tetyana Chorna       | 25 tháng 2, 1981 (28 tuổi)  |      |     | FK Rossiyanka              |
| 4  | TV | Valentyna Kotyk      | 8 tháng 1, 1978 (31 tuổi)   |      |     | ShVSM-Izmaylovo Moskva     |
| 5  | TĐ | Oksana Yakovyshyn    | 20 tháng 3, 1993 (16 tuổi)  |      |     | Lehenda Chernihiv          |
| 6  | TĐ | Lyudmyla Pekur       | 6 tháng 1, 1981 (28 tuổi)   |      |     | FK Rossiyanka              |
| 7  | HV | Olena Khodyreva      | 19 tháng 5, 1981 (28 tuổi)  |      |     | Lehenda Chernihiv          |
| 8  | TĐ | Olha Boychenko       | 6 tháng 1, 1989 (20 tuổi)   |      |     | Lehenda Chernihiv          |
| 9  | TV | Vira Dyatel          | 3 tháng 3, 1984 (25 tuổi)   |      |     | Zvezda 2005 Perm           |
| 10 | TĐ | Svitlana Frishko     | 15 tháng 3, 1976 (33 tuổi)  |      |     | Zhytlobud-1 Kharkiv        |
| 11 | TĐ | Natalia Zinchenko    | 3 tháng 10, 1979 (29 tuổi)  |      |     | Zvezda 2005 Perm           |
| 12 | TM | Nadiya Baranova      | 5 tháng 7, 1983 (26 tuổi)   |      |     | Zvezda 2005 Perm           |
| 13 | HV | Inessa Tytova        | 18 tháng 3, 1976 (33 tuổi)  |      |     | Zhytlobud-1 Kharkiv        |
| 14 | HV | Yuliya Vaschenko     | 31 tháng 1, 1978 (31 tuổi)  |      |     | Zhytlobud-1 Kharkiv        |
| 15 | TV | Lyudmyla Lemeshko    | 12 tháng 11, 1979 (29 tuổi) |      |     | ShVSM-Izmaylovo Moskva     |
| 16 | TV | Alla Lyshafay        | 24 tháng 12, 1983 (25 tuổi) |      |     | Zvezda 2005 Perm           |
| 17 | TV | Daryna Apanaschenko  | 16 tháng 5, 1986 (23 tuổi)  |      |     | Zvezda 2005 Perm           |
| 18 | TV | Nataliya Sukhorukova | 18 tháng 10, 1975 (33 tuổi) |      |     | Zhytlobud-1 Kharkiv        |
| 19 | HV | Maryna Masalska      | 17 tháng 5, 1985 (24 tuổi)  |      |     | Zhytlobud-1 Kharkiv        |
| 20 | HV | Iryna Vasylyuk       | 18 tháng 5, 1985 (24 tuổi)  |      |     | Bastion Illichivski Odessa |
| 21 | TV | Tetyana Romanenko    | 3 tháng 10, 1990 (18 tuổi)  |      |     | Energiya Voronezh          |
| 22 | TM | Kateryna Samson      | 5 tháng 7, 1988 (21 tuổi)   |      |     | Lehenda Chernihiv          |

## Bảng B

### Đức
Huấn luyện viên:  Silvia Neid

| Số | VT | Cầu thủ                | Ngày sinh (tuổi)            | Trận | Bàn | Câu lạc bộ             |
| -- | -- | ---------------------- | --------------------------- | ---- | --- | ---------------------- |
| 1  | TM | Nadine Angerer         | 10 tháng 11, 1978 (30 tuổi) |      |     | 1. FFC Frankfurt       |
| 2  | HV | Kerstin Stegemann      | 29 tháng 9, 1977 (31 tuổi)  |      |     | FC Gütersloh           |
| 3  | HV | Saskia Bartusiak       | 9 tháng 9, 1982 (26 tuổi)   |      |     | 1. FFC Frankfurt       |
| 4  | HV | Babett Peter           | 12 tháng 5, 1988 (21 tuổi)  |      |     | 1. FFC Turbine Potsdam |
| 5  | HV | Annike Krahn           | 1 tháng 7, 1985 (24 tuổi)   |      |     | FCR 2001 Duisburg      |
| 6  | TV | Simone Laudehr         | 12 tháng 7, 1986 (23 tuổi)  |      |     | FCR 2001 Duisburg      |
| 7  | TĐ | Melanie Behringer      | 18 tháng 11, 1985 (23 tuổi) |      |     | FC Bayern München      |
| 8  | TĐ | Inka Grings            | 31 tháng 10, 1978 (30 tuổi) |      |     | FCR 2001 Duisburg      |
| 9  | TĐ | Birgit Prinz (c)       | 25 tháng 10, 1977 (31 tuổi) |      |     | 1. FFC Frankfurt       |
| 10 | TV | Linda Bresonik         | 7 tháng 12, 1983 (25 tuổi)  |      |     | FCR 2001 Duisburg      |
| 11 | TĐ | Anja Mittag            | 16 tháng 5, 1985 (24 tuổi)  |      |     | 1. FFC Turbine Potsdam |
| 12 | TM | Ursula Holl            | 26 tháng 6, 1982 (27 tuổi)  |      |     | FCR 2001 Duisburg      |
| 13 | TĐ | Célia Okoyino da Mbabi | 27 tháng 6, 1988 (21 tuổi)  |      |     | SC 07 Bad Neuenahr     |
| 14 | TV | Kim Kulig              | 9 tháng 4, 1990 (19 tuổi)   |      |     | Hamburger SV           |
| 15 | HV | Sonja Fuss             | 5 tháng 11, 1978 (30 tuổi)  |      |     | 1. FC Köln             |
| 16 | TĐ | Martina Müller         | 18 tháng 4, 1980 (29 tuổi)  |      |     | VfL Wolfsburg          |
| 17 | HV | Ariane Hingst          | 25 tháng 7, 1979 (30 tuổi)  |      |     | 1. FFC Turbine Potsdam |
| 18 | TV | Kerstin Garefrekes     | 4 tháng 9, 1979 (29 tuổi)   |      |     | 1. FFC Frankfurt       |
| 19 | TĐ | Fatmire Bajramaj       | 1 tháng 4, 1988 (21 tuổi)   |      |     | 1. FFC Turbine Potsdam |
| 20 | HV | Jennifer Zietz         | 14 tháng 9, 1983 (25 tuổi)  |      |     | 1. FFC Turbine Potsdam |
| 21 | TM | Lisa Weiß              | 29 tháng 10, 1987 (21 tuổi) |      |     | SG Essen-Schönebeck    |
| 22 | HV | Bianca Schmidt         | 23 tháng 1, 1990 (19 tuổi)  |      |     | 1. FFC Turbine Potsdam |

### Pháp
Huấn luyện viên:  Bruno Bini

| Số | VT | Cầu thủ                   | Ngày sinh (tuổi)            | Trận | Bàn | Câu lạc bộ          |
| -- | -- | ------------------------- | --------------------------- | ---- | --- | ------------------- |
| 1  | TM | Céline Deville            | 24 tháng 1, 1982 (27 tuổi)  |      |     | Montpellier         |
| 2  | HV | Laure Lepailleur          | 7 tháng 3, 1985 (24 tuổi)   |      |     | Paris Saint-Germain |
| 3  | HV | Ophélie Meilleroux        | 18 tháng 1, 1984 (25 tuổi)  |      |     | Nord Allier         |
| 4  | HV | Laura Georges             | 20 tháng 8, 1984 (25 tuổi)  |      |     | Olympique Lyonnais  |
| 5  | HV | Sabrina Viguier           | 4 tháng 1, 1981 (28 tuổi)   |      |     | Montpellier         |
| 6  | TV | Sandrine Soubeyrand (c)   | 16 tháng 8, 1973 (36 tuổi)  |      |     | Juvisy              |
| 7  | TV | Corine Franco             | 5 tháng 10, 1983 (25 tuổi)  |      |     | Olympique Lyonnais  |
| 8  | HV | Sonia Bompastor           | 8 tháng 6, 1980 (29 tuổi)   |      |     | Washington Freedom  |
| 9  | TĐ | Candie Herbert            | 4 tháng 6, 1977 (32 tuổi)   |      |     | Hénin-Beaumont      |
| 10 | TV | Camille Abily             | 5 tháng 12, 1984 (24 tuổi)  |      |     | Los Angeles Sol     |
| 11 | TĐ | Laëtitia Tonazzi          | 31 tháng 1, 1981 (28 tuổi)  |      |     | Juvisy              |
| 12 | TĐ | Élodie Thomis             | 13 tháng 8, 1986 (23 tuổi)  |      |     | Olympique Lyonnais  |
| 13 | TĐ | Sandrine Brétigny         | 2 tháng 7, 1984 (25 tuổi)   |      |     | Olympique Lyonnais  |
| 14 | TV | Louisa Nécib              | 23 tháng 1, 1987 (22 tuổi)  |      |     | Olympique Lyonnais  |
| 15 | TV | Élise Bussaglia           | 24 tháng 9, 1985 (23 tuổi)  |      |     | Paris Saint-Germain |
| 16 | TM | Sarah Bouhaddi            | 17 tháng 10, 1986 (22 tuổi) |      |     | Olympique Lyonnais  |
| 17 | TV | Gaëtane Thiney            | 28 tháng 10, 1985 (23 tuổi) |      |     | Juvisy              |
| 18 | TV | Amandine Henry            | 28 tháng 9, 1989 (19 tuổi)  |      |     | Olympique Lyonnais  |
| 19 | TĐ | Eugénie Le Sommer         | 18 tháng 5, 1988 (21 tuổi)  |      |     | Stade Briochin      |
| 20 | HV | Delphine Blanc            | 7 tháng 6, 1983 (26 tuổi)   |      |     | Montpellier         |
| 21 | HV | Ludivine Diguelman        | 15 tháng 4, 1984 (25 tuổi)  |      |     | Montpellier         |
| 22 | TM | Laëtitia Stribick-Burckel | 22 tháng 1, 1984 (25 tuổi)  |      |     | Soyaux              |

### Iceland
Huấn luyện viên:  Sigurður Ragnar Eyjólfsson

| Số | VT | Cầu thủ                     | Ngày sinh (tuổi)            | Trận | Bàn | Câu lạc bộ         |
| -- | -- | --------------------------- | --------------------------- | ---- | --- | ------------------ |
| 1  | TM | Þóra Björg Helgadóttir      | 5 tháng 5, 1981 (28 tuổi)   |      |     | Kolbotn IL         |
| 2  | HV | Guðrún Sóley Gunnarsdóttir  | 15 tháng 9, 1981 (27 tuổi)  |      |     | Djurgårdens IF Dam |
| 3  | HV | Ólína Guðbjörg Viðarsdóttir | 16 tháng 11, 1982 (26 tuổi) |      |     | KIF Örebro DFF     |
| 4  | TV | Edda Garðarsdóttir          | 15 tháng 7, 1979 (30 tuổi)  |      |     | KIF Örebro DFF     |
| 5  | HV | Ásta Árnadóttir             | 9 tháng 6, 1983 (26 tuổi)   |      |     | Tyresö FF          |
| 6  | TV | Hólmfríður Magnúsdóttir     | 20 tháng 9, 1984 (24 tuổi)  |      |     | Kristianstads DFF  |
| 7  | TV | Dóra Stefánsdóttir          | 27 tháng 4, 1985 (24 tuổi)  |      |     | Valur              |
| 8  | HV | Katrín Jónsdóttir (c)       | 31 tháng 5, 1977 (32 tuổi)  |      |     | Valur              |
| 9  | TĐ | Margrét Lára Viðarsdóttir   | 25 tháng 7, 1986 (23 tuổi)  |      |     | Kristianstads DFF  |
| 10 | TĐ | Dóra María Lárusdóttir      | 24 tháng 7, 1985 (24 tuổi)  |      |     | Valur              |
| 11 | TV | Sara Björk Gunnarsdóttir    | 29 tháng 9, 1990 (18 tuổi)  |      |     | Breiðablik UBK     |
| 12 | TV | Guðný Björk Óðinsdóttir     | 27 tháng 9, 1988 (20 tuổi)  |      |     | Kristianstads DFF  |
| 13 | TM | Guðbjörg Gunnarsdóttir      | 18 tháng 5, 1985 (24 tuổi)  |      |     | Djurgårdens IF Dam |
| 14 | TĐ | Erna Björk Sigurðardóttir   | 30 tháng 12, 1982 (26 tuổi) |      |     | Breiðablik UBK     |
| 15 | TV | Katrín Ómarsdóttir          | 27 tháng 6, 1987 (22 tuổi)  |      |     | KR                 |
| 16 | TV | Rakel Logadóttir            | 22 tháng 3, 1981 (28 tuổi)  |      |     | Valur              |
| 17 | TV | Erla Steina Arnardóttir     | 18 tháng 5, 1983 (26 tuổi)  |      |     | Kristianstads DFF  |
| 18 | TĐ | Rakel Hönnudóttir           | 30 tháng 12, 1988 (20 tuổi) |      |     | Þór Akureyri       |
| 19 | HV | Sif Atladóttir              | 15 tháng 7, 1988 (21 tuổi)  |      |     | Valur              |
| 20 | TĐ | Fanndís Friðriksdóttir      | 9 tháng 5, 1990 (19 tuổi)   |      |     | Breiðablik UBK     |
| 21 | TĐ | Kristín Ýr Bjarnadóttir     | 1 tháng 2, 1984 (25 tuổi)   |      |     | Valur              |
| 22 | TM | Sandra Sigurðardóttir       | 2 tháng 10, 1986 (22 tuổi)  |      |     | Stjarnan           |

### Na Uy
Huấn luyện viên:  Bjarne Berntsen

| Số | VT | Cầu thủ                  | Ngày sinh (tuổi)            | Trận | Bàn | Câu lạc bộ             |
| -- | -- | ------------------------ | --------------------------- | ---- | --- | ---------------------- |
| 1  | TM | Ingrid Hjelmseth         | 10 tháng 4, 1980 (29 tuổi)  |      |     | Stabæk FK              |
| 2  | HV | Toril Hetland Akerhaugen | 5 tháng 3, 1982 (27 tuổi)   |      |     | Stabæk FK              |
| 3  | HV | Marita Skammelsrud Lund  | 29 tháng 1, 1989 (20 tuổi)  |      |     | Team Strømmen FK       |
| 4  | TV | Ingvild Stensland (c)    | 3 tháng 8, 1981 (28 tuổi)   |      |     | Olympique Lyonnais     |
| 5  | TV | Anneli Giske             | 25 tháng 7, 1985 (24 tuổi)  |      |     | IF Fløya               |
| 6  | HV | Camilla Huse             | 31 tháng 8, 1979 (29 tuổi)  |      |     | Røa IL                 |
| 7  | TV | Trine Rønning            | 14 tháng 6, 1982 (27 tuổi)  |      |     | Stabæk FK              |
| 8  | TV | Solveig Gulbrandsen      | 12 tháng 1, 1981 (28 tuổi)  |      |     | Stabæk FK              |
| 9  | TĐ | Isabell Herlovsen        | 23 tháng 6, 1988 (21 tuổi)  |      |     | Kolbotn IL             |
| 10 | TĐ | Melissa Wiik             | 7 tháng 2, 1985 (24 tuổi)   |      |     | Stabæk FK              |
| 11 | TĐ | Leni Larsen Kaurin       | 21 tháng 3, 1981 (28 tuổi)  |      |     | 1. FFC Turbine Potsdam |
| 12 | TM | Caroline Knutsen         | 21 tháng 11, 1983 (25 tuổi) |      |     | Røa IL                 |
| 13 | TM | Christine Colombo Nilsen | 30 tháng 4, 1982 (27 tuổi)  |      |     | Kolbotn IL             |
| 14 | HV | Marit Sandvei            | 21 tháng 5, 1987 (22 tuổi)  |      |     | Team Strømmen FK       |
| 15 | HV | Hedda Strand Gardsjord   | 28 tháng 6, 1982 (27 tuổi)  |      |     | Røa IL                 |
| 16 | TĐ | Elise Thorsnes           | 14 tháng 8, 1988 (21 tuổi)  |      |     | Røa IL                 |
| 17 | HV | Maren Mjelde             | 6 tháng 11, 1989 (19 tuổi)  |      |     | Arna-Bjørnar           |
| 18 | HV | Runa Vikestad            | 13 tháng 8, 1984 (25 tuổi)  |      |     | Kolbotn IL             |
| 19 | TĐ | Ingvild Isaksen          | 10 tháng 2, 1989 (20 tuổi)  |      |     | Kolbotn IL             |
| 20 | TĐ | Kristin Lie              | 13 tháng 12, 1978 (30 tuổi) |      |     | Trondheims-Ørn SK      |
| 21 | TV | Lene Storløkken          | 20 tháng 6, 1981 (28 tuổi)  |      |     | Team Strømmen FK       |
| 22 | TĐ | Cecilie Pedersen         | 14 tháng 9, 1990 (18 tuổi)  |      |     | Avaldsnes IL           |

## Bảng C

### Anh
Huấn luyện viên:  Hope Powell

| Số | VT | Cầu thủ             | Ngày sinh (tuổi)            | Trận | Bàn | Câu lạc bộ            |
| -- | -- | ------------------- | --------------------------- | ---- | --- | --------------------- |
| 1  | TM | Rachel Brown        | 2 tháng 7, 1980 (29 tuổi)   |      |     | Everton L.F.C.        |
| 2  | HV | Alex Scott          | 14 tháng 10, 1984 (24 tuổi) |      |     | Boston Breakers       |
| 3  | HV | Casey Stoney        | 13 tháng 5, 1982 (27 tuổi)  |      |     | Chelsea L.F.C.        |
| 4  | TV | Fara Williams       | 25 tháng 1, 1984 (25 tuổi)  |      |     | Everton L.F.C.        |
| 5  | HV | Lindsay Johnson     | 8 tháng 5, 1980 (29 tuổi)   |      |     | Everton L.F.C.        |
| 6  | TV | Anita Asante        | 27 tháng 4, 1985 (24 tuổi)  |      |     | Sky Blue FC           |
| 7  | TV | Karen Carney        | 1 tháng 8, 1987 (22 tuổi)   |      |     | Chicago Red Stars     |
| 8  | TV | Katie Chapman       | 15 tháng 6, 1982 (27 tuổi)  |      |     | Arsenal L.F.C.        |
| 9  | TĐ | Eniola Aluko        | 21 tháng 2, 1987 (22 tuổi)  |      |     | Saint Louis Athletica |
| 10 | TĐ | Kelly Smith         | 29 tháng 10, 1978 (30 tuổi) |      |     | Boston Breakers       |
| 11 | TĐ | Sue Smith           | 24 tháng 11, 1979 (29 tuổi) |      |     | Leeds Carnegie L.F.C. |
| 12 | TV | Jill Scott          | 2 tháng 2, 1987 (22 tuổi)   |      |     | Everton L.F.C.        |
| 13 | TM | Siobhan Chamberlain | 15 tháng 8, 1983 (26 tuổi)  |      |     | Chelsea L.F.C.        |
| 14 | HV | Faye White (c)      | 2 tháng 2, 1978 (31 tuổi)   |      |     | Arsenal L.F.C.        |
| 15 | HV | Rachel Unitt        | 5 tháng 6, 1982 (27 tuổi)   |      |     | Everton L.F.C.        |
| 16 | TĐ | Jody Handley        | 12 tháng 3, 1979 (30 tuổi)  |      |     | Everton L.F.C.        |
| 17 | TĐ | Lianne Sanderson    | 3 tháng 2, 1988 (21 tuổi)   |      |     | Chelsea L.F.C.        |
| 18 | TV | Emily Westwood      | 5 tháng 4, 1984 (25 tuổi)   |      |     | Everton L.F.C.        |
| 19 | HV | Laura Bassett       | 2 tháng 8, 1983 (26 tuổi)   |      |     | Arsenal L.F.C.        |
| 20 | TV | Danielle Buet       | 31 tháng 10, 1988 (20 tuổi) |      |     | Chelsea L.F.C.        |
| 21 | TĐ | Jessica Clarke      | 5 tháng 5, 1989 (20 tuổi)   |      |     | Leeds Carnegie L.F.C. |
| 22 | TM | Karen Bardsley      | 14 tháng 10, 1984 (24 tuổi) |      |     | Sky Blue FC           |

### Ý
Huấn luyện viên:  Pietro Ghedin

| Số | VT | Cầu thủ              | Ngày sinh (tuổi)            | Trận | Bàn | Câu lạc bộ            |
| -- | -- | -------------------- | --------------------------- | ---- | --- | --------------------- |
| 1  | TM | Anna Maria Picarelli | 4 tháng 11, 1984 (24 tuổi)  |      |     | Los Angeles Legends   |
| 2  | HV | Sara Gama            | 27 tháng 3, 1989 (20 tuổi)  |      |     | UPC Tavagnacco        |
| 3  | HV | Roberta D'Adda       | 5 tháng 10, 1981 (27 tuổi)  |      |     | A.S.D. CF Bardolino   |
| 4  | TV | Alessia Tuttino      | 15 tháng 3, 1983 (26 tuổi)  |      |     | A.S.D. CF Bardolino   |
| 5  | HV | Elisabetta Tona      | 22 tháng 1, 1984 (25 tuổi)  |      |     | A.S.D. Torres Calcio  |
| 6  | HV | Viviana Schiavi      | 1 tháng 9, 1982 (26 tuổi)   |      |     | A.S.D. CF Bardolino   |
| 7  | TV | Giulia Domenichetti  | 29 tháng 4, 1984 (25 tuổi)  |      |     | A.S.D. Torres Calcio  |
| 8  | TĐ | Melania Gabbiadini   | 28 tháng 8, 1983 (25 tuổi)  |      |     | A.S.D. CF Bardolino   |
| 9  | TĐ | Patrizia Panico (c)  | 8 tháng 2, 1975 (34 tuổi)   |      |     | A.S.D. Torres Calcio  |
| 10 | TV | Tatiana Zorri        | 19 tháng 10, 1977 (31 tuổi) |      |     | S.S. Lazio Femminile  |
| 11 | TĐ | Silvia Fuselli       | 1 tháng 7, 1981 (28 tuổi)   |      |     | A.S.D. Torres Calcio  |
| 12 | TM | Michela Cupido       | 2 tháng 5, 1978 (31 tuổi)   |      |     | A.S.D. Torres Calcio  |
| 13 | HV | Giorgia Motta        | 18 tháng 3, 1984 (25 tuổi)  |      |     | A.S.D. CF Bardolino   |
| 14 | TV | Alice Parisi         | 11 tháng 12, 1990 (18 tuổi) |      |     | A.S.D. CF Bardolino   |
| 15 | HV | Alia Guagni          | 1 tháng 10, 1987 (21 tuổi)  |      |     | ACF Firenze           |
| 16 | HV | Laura Neboli         | 14 tháng 3, 1988 (21 tuổi)  |      |     | AC Reggiana Femminile |
| 17 | TĐ | Evelyn Vicchiarello  | 24 tháng 10, 1986 (22 tuổi) |      |     | AC Reggiana Femminile |
| 18 | TV | Pamela Conti         | 4 tháng 4, 1982 (27 tuổi)   |      |     | Levante UD Femenino   |
| 19 | TV | Carolina Pini        | 13 tháng 6, 1989 (20 tuổi)  |      |     | FC Bayern München     |
| 20 | HV | Raffaella Manieri    | 21 tháng 11, 1986 (22 tuổi) |      |     | A.S.D. Torres Calcio  |
| 21 | TV | Marta Carissimi      | 3 tháng 5, 1987 (22 tuổi)   |      |     | ACF Torino            |
| 22 | TM | Sara Penzo           | 16 tháng 12, 1989 (19 tuổi) |      |     | CF Venezia            |

### Nga
Huấn luyện viên:  Igor Mikhailovich Shalimov

| Số | VT | Cầu thủ                | Ngày sinh (tuổi)            | Trận | Bàn | Câu lạc bộ             |
| -- | -- | ---------------------- | --------------------------- | ---- | --- | ---------------------- |
| 1  | TM | Elvira Todua           | 31 tháng 1, 1986 (23 tuổi)  |      |     | FK Rossiyanka          |
| 2  | TĐ | Elena Terekhova        | 5 tháng 7, 1987 (22 tuổi)   |      |     | FK Rossiyanka          |
| 3  | HV | Anna Kozhnikova        | 10 tháng 7, 1987 (22 tuổi)  |      |     | FK Rossiyanka          |
| 4  | TV | Ekaterina Sochneva     | 12 tháng 8, 1985 (24 tuổi)  |      |     | ShVSM-Izmaylovo Moskva |
| 5  | TV | Tatiana Skotnikova (c) | 27 tháng 11, 1978 (30 tuổi) |      |     | FK Rossiyanka          |
| 6  | HV | Nadezhda Myskiv        | 7 tháng 3, 1988 (21 tuổi)   |      |     | FK Rossiyanka          |
| 7  | HV | Oksana Shmachkova      | 20 tháng 6, 1981 (28 tuổi)  |      |     | FK Rossiyanka          |
| 8  | HV | Valentina Savchenkova  | 29 tháng 4, 1983 (26 tuổi)  |      |     | Zvezda-2005            |
| 9  | TV | Elena Fomina           | 5 tháng 4, 1979 (30 tuổi)   |      |     | ShVSM-Izmaylovo Moskva |
| 10 | TĐ | Olesya Kurochkina      | 6 tháng 9, 1983 (25 tuổi)   |      |     | Zvezda-2005            |
| 11 | HV | Olga Poryadina         | 10 tháng 12, 1980 (28 tuổi) |      |     | FK Rossiyanka          |
| 12 | TM | Elena Kochneva         | 27 tháng 8, 1989 (19 tuổi)  |      |     | ShVSM-Izmaylovo Moskva |
| 13 | TV | Alla Rogova            | 27 tháng 7, 1983 (26 tuổi)  |      |     | ShVSM-Izmaylovo Moskva |
| 14 | TV | Nadezhda Kharchenko    | 27 tháng 3, 1987 (22 tuổi)  |      |     | FK Rossiyanka          |
| 15 | TV | Olga Petrova           | 9 tháng 7, 1986 (23 tuổi)   |      |     | FK Rossiyanka          |
| 16 | HV | Natalia Pertseva       | 4 tháng 6, 1984 (25 tuổi)   |      |     | FK Rossiyanka          |
| 17 | TĐ | Elena Danilova         | 17 tháng 6, 1987 (22 tuổi)  |      |     | FK Rossiyanka          |
| 18 | TV | Svetlana Tsydikova     | 4 tháng 2, 1985 (24 tuổi)   |      |     | Energiya Voronezh      |
| 19 | HV | Ksenia Tsybutovich     | 26 tháng 6, 1987 (22 tuổi)  |      |     | Zvezda-2005            |
| 20 | TV | Natalia Barbashina     | 26 tháng 8, 1973 (35 tuổi)  |      |     | Zvezda-2005            |
| 21 | TV | Elena Morozova         | 15 tháng 3, 1987 (22 tuổi)  |      |     | FK Rossiyanka          |
| 22 | TM | Galina Vazhnova        | 18 tháng 1, 1968 (41 tuổi)  |      |     | FK Rossiyanka          |

### Thụy Điển
Huấn luyện viên:  Thomas Dennerby

| Số | VT | Cầu thủ                       | Ngày sinh (tuổi)            | Trận | Bàn | Câu lạc bộ              |
| -- | -- | ----------------------------- | --------------------------- | ---- | --- | ----------------------- |
| 1  | TM | Hedvig Lindahl                | 29 tháng 4, 1983 (26 tuổi)  |      |     | Kopparbergs/Göteborg FC |
| 2  | HV | Charlotte Rohlin              | 2 tháng 12, 1980 (28 tuổi)  |      |     | Linköpings FC           |
| 3  | HV | Stina Segerström              | 17 tháng 6, 1982 (27 tuổi)  |      |     | Kopparbergs/Göteborg FC |
| 4  | HV | Anna Paulson                  | 29 tháng 2, 1984 (25 tuổi)  |      |     | Umeå IK                 |
| 5  | TV | Caroline Seger                | 19 tháng 3, 1985 (24 tuổi)  |      |     | Linköpings FC           |
| 6  | HV | Sara Thunebro                 | 26 tháng 4, 1979 (30 tuổi)  |      |     | Djurgårdens IF Dam      |
| 7  | HV | Sara Larsson                  | 13 tháng 5, 1979 (30 tuổi)  |      |     | Saint Louis Athletica   |
| 8  | TĐ | Lotta Schelin                 | 27 tháng 2, 1984 (25 tuổi)  |      |     | Olympique Lyonnais      |
| 9  | TĐ | Jessica Landström             | 12 tháng 12, 1984 (24 tuổi) |      |     | Linköpings FC           |
| 10 | TĐ | Kosovare Asllani              | 29 tháng 7, 1989 (20 tuổi)  |      |     | Linköpings FC           |
| 11 | TĐ | Victoria Sandell Svensson (c) | 18 tháng 5, 1977 (32 tuổi)  |      |     | Djurgårdens IF Dam      |
| 12 | TM | Kristin Hammarström           | 29 tháng 3, 1982 (27 tuổi)  |      |     | KIF Örebro DFF          |
| 13 | HV | Karin Lissel                  | 25 tháng 5, 1987 (22 tuổi)  |      |     | Hammarby IF DFF         |
| 14 | TV | Louise Fors                   | 23 tháng 10, 1989 (19 tuổi) |      |     | AIK Fotboll Dam         |
| 15 | TV | Therese Sjögran               | 8 tháng 4, 1977 (32 tuổi)   |      |     | LdB FC Malmö            |
| 16 | TV | Petra Larsson                 | 30 tháng 9, 1988 (20 tuổi)  |      |     | Linköpings FC           |
| 17 | TV | Lisa Dahlkvist                | 6 tháng 2, 1987 (22 tuổi)   |      |     | Umeå IK                 |
| 18 | TV | Nilla Fischer                 | 2 tháng 8, 1984 (25 tuổi)   |      |     | LdB FC Malmö            |
| 19 | TV | Sara Lindén                   | 1 tháng 9, 1983 (25 tuổi)   |      |     | Kopparbergs/Göteborg FC |
| 20 | TĐ | Linnea Liljegärd              | 8 tháng 12, 1988 (20 tuổi)  |      |     | Kopparbergs/Göteborg FC |
| 21 | TM | Ulla-Karin Rönnlund           | 19 tháng 2, 1977 (32 tuổi)  |      |     | Umeå IK                 |
| 22 | HV | Lina Nilsson                  | 17 tháng 6, 1987 (22 tuổi)  |      |     | LdB FC Malmö            |